# HD 105618
HD 105618 — двойная звезда в созвездии Девы на расстоянии приблизительно 226 световых лет (около 69,3 парсек) от Солнца. Визуальная звёздная величина звезды — +8,64m.
Вокруг звезды обращается, как минимум, одна планета.
В 2022 году группой астрономов было объявлено об открытии коричневого карлика HD 105618 c.

## Характеристики
Первый компонент — жёлтая звезда спектрального класса G0, или G3IV-V. Масса — около 1,076 солнечной, радиус — около 1,258 солнечного, светимость — около 1,47 солнечной. Эффективная температура — около 5658 K.
Второй компонент (HD 105618 c) — коричневый карлик. Масса — около 26,491 юпитерианской. Орбитальный период — около 77114,1 суток. Удалён в среднем на 35,731 а.е..

## Планетная система
В 2022 году группой астрономов было объявлено об открытии планеты HD 105618 b.
В 2019 году учёными, анализирующими данные проектов Hipparcos и Gaia, у звезды обнаружена планета HIP 59278 d.